# Lai Wenguang
Lai Wenguang (賴文光) (1827-1868), et « Roi de Jun » (遵王), fut un des généraux de la Révolte des Taiping, qui se déroula en Chine entre 1850 et 1864.
Après la défaite de celle-ci, il rejoignit la Révolte des Nian.